# Philothamnus heterolepidotus
Philothamnus heterolepidotus är en ormart som beskrevs av Günther 1863. Philothamnus heterolepidotus ingår i släktet Philothamnus och familjen snokar. Inga underarter finns listade i Catalogue of Life.
Denna orm förekommer med en större population i centrala Afrika från Kamerun och södra Sudan till Angola och Zambia. Flera mindre och från varandra skilda populationer hittas i Västafrika fram till Sierra Leone. Arten lever i låglandet och i bergstrakter upp till 2000 meter över havet. Habitatet utgörs av fuktiga savanner, skogar, galleriskogar och buskskogar samt träskmarker. Individerna klättrar i träd. Honor lägger cirka tre ägg per tillfälle.
Philothamnus heterolepidotus förväxlas ibland med giftiga ormar och dödas. Även röjning av galleriskogar påverkar arten negativ. Hela populationen antas vara stor. IUCN listar arten som livskraftig (LC).